# Petrarquismo

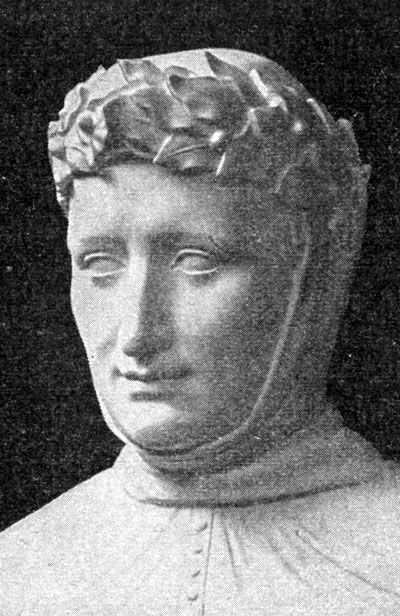
Francesco Petrarca.

Se denomina petrarquismo, en el género lírico, a la corriente estética que imita el estilo, las estructuras de composición, los tópicos y la imaginería del poeta lírico de la Baja Edad Media climaes italiana Francesco Petrarca.
El petrarquismo fue una poderosa corriente de inspiración lírica que se difundió por toda Europa durante el Barroco. A esta lírica se superpone una nueva filosofía amatoria influida por el platonismo. Su influjo se extendió de forma generalizada hasta el siglo XVIII, si bien hubo algunos poetas que asimilaron el petrarquismo de manera más o menos libre, como por ejemplo William Shakespeare, que escribió un conjunto de 154 sonetos.
Los poetas petrarquistas cultivaron principalmente el soneto amoroso, reuniendo sus poemas en colecciones estructuradas como cancioneros petrarquistas, de modo que las composiciones documentaban la historia sentimental de su amor por la dama. Se puede observar en ellos la evolución, desde lo sensual a lo espiritual, por influjo de las teorías amorosas del platonismo, considerando el amor como algo abstracto.
Formalmente, el petrarquismo introdujo en la literatura española el soneto, que será la forma más usada en la poesía de los siglos de oro (XVI y XVII), y el endecasílabo como tipo de verso más utilizado.
En Italia el petrarquismo tuvo buenos continuadores como Pietro Bembo  y Michelangelo Buonarroti, y ya de forma paródica Francesco Berni. El petrarquismo italiano presenta una significativa contribución de las mujeres que se dedican al ejercicio de la poesía como Vittoria Colonna, Gaspara Stampa, Tullia d'Aragona, Laura Battiferri y Isabella di Morra, esta última considerada una pionera del romanticismo.
En Portugal fueron poetas petrarquistas Luis de Camões y Sa de Miranda; en España, tras algunos precedentes del siglo XV (el marqués de Santillana, por ejemplo), introdujeron el petrarquismo Garcilaso de la Vega y Juan Boscán, y lo siguieron Gutierre de Cetina, Hernando de Acuña y otros muchos en la primera mitad del siglo XVI, y Fernando de Herrera y algunos otros en la segunda mitad, de forma más manierista; Lope de Vega y Francisco de Quevedo, en el siglo XVII, a veces introducen rasgos paródicos, que también son patentes en Baltasar del Alcázar. En Francia, la introducción del petrarquismo se debió sobre todo al movimiento poético conocido como La Pléyade, cuya figura más importante es Pierre Ronsard, destacando su obra Amores y los bellos Sonetos para Helena; en Inglaterra lo naturalizaron Thomas Wyatt y Henry Howard y lo continuó Philip Sidney.
El petrarquismo evolucionó progresivamente, dentro de la estética del manierismo, y llegó a manifestar cierta artificiosidad, estereotipada y fría, de forma que en el siglo XVII, ya bajo la estética del barroco, empezó a usarse el mecanismo de la parodia, creándose numerosos cancioneros burlescos. Se aplebeyó groseramente su idealismo platónico con el materialismo y la referencia al detalle marginal o costumbrista. Empezaron en este estilo, en Italia, Francesco Berni; en España, Baltasar del Alcázar y Luis de Góngora. Lope de Vega compuso también un cancionero petrarquista burlesco y humorístico, las Rimas humanas y divinas de Tomé Burguillos. Francisco de Quevedo, autor de otro cancionero petrarquista en torno a Lisi, ensaya ocasionalmente también la parodia petrarquista en poemas sueltos. Sin embargo, los temas y el tono de este tipo de poesía renacen una y otra vez, de forma que su huella siempre está presente en mayor o menor medida en la lírica occidental.